# Ivankovo
Ivankovo – wieś w Chorwacji, w żupanii vukowarsko-srijemskiej, siedziba gminy Ivankovo. W 2011 roku liczyła 6194 mieszkańców. Znajduje się w niej barokowy rzymskokatolicki kościół Narodzenia św. Jana Chrzciciela.